# Ааправаси-Гхат
Ааправаси-Гхат (букв. «иммиграционный терминал» в переводе с хинди) — комплекс зданий, расположенный в Порт-Луи, столице Маврикия, который стал первым в британских колониях пунктом приёма трудовых мигрантов из Британской Индии. С 1849 по 1923 год около полумиллиона индийских наёмных работников прошли через Ааправаси-Гхат, из которого затем отправились работать на плантации по всей Британской империи. Крупномасштабная миграция рабочих из Индии, которая в итоге привела к появлению индийской диаспоры, оставила огромный след в истории и культуре многих бывших британских колоний, в которых индийцы с тех пор составляют значительную часть населения. Только на Маврикии примерно 68 % современного населения имеет индийские корни. Ааправаси-Гхат стал, таким образом, также важной отправной точкой в формировании историко-культурной самобытности самого Маврикия.
Активное развитие инфраструктуры в середине XX века, тем не менее, привело к тому, что на сегодняшний день из всего комплекса сохранились лишь руины трёх каменных зданий. Ныне они охраняются правительством Маврикия как национальный памятник; роль Ааправаси-Гхата в социальной истории мира была признана и ЮНЕСКО в 2006 году, когда руины комплекса были включены в список объектов Всемирного наследия. На сегодняшний день территория комплекса находится под управлением специального целевого фонда, ведутся работы по восстановлению полуразрушенных зданий с приведением их к облику 1860-х годов.